# بریجواتر
بریجواتر (انگلیسی: Bridgewater) شرکت سرمایه‌گذاری آمریکایی است، که در سال ۱۹۷۵ توسط ری دالیو تأسیس شد.